# Stream of Consciousness (álbum)
Stream of Consciousness es el tercer álbum de estudio de Vision Divine. 
Es un álbum conceptual y trata de un enfermo mental que conversa con su ángel guardián, representante de la conciencia. Habla sobre temas psicológicos a partir de una pregunta: ¿Cuál es el significado de ir tan lejos, más allá de los límites de la conciencia humana, acaso vale la pena el precio a pagar?.
Fue lanzado al mercado por Metal Blade Records el 2004.

## Lista de canciones
1. Chapter I: Stream of Unconsciousness (0:59)
2. Chapter II: The Secret Of Life (5:09)
3. Chapter III: Colours Of My World (7:25)
4. Chapter IV: In The Light (Instrumental) (1:23)
5. Chapter V: The Fallen Feather (5:50)
6. Chapter VI: La Vita Fugge (4:30)
7. Chapter VII: Versions Of The Same (4:38)
8. Chapter VIII: Through The Eyes Of God (4:31)
9. Chapter IX: Shades (5:27)
10. Chapter X: We Are, We Are Not (5:35)
11. Chapter XI: Fool's Garden (Instrumental) (1:59)
12. Chapter XII: The Fall Of Reason (Instrumental) (1:50)
13. Chapter XIII: Out Of The Maze (6:28)
14. Chapter XIV: Identities (5:36)

## Créditos
- Michele Luppi - Voces
- Olaf Thorsen - Guitarra
- Oleg Smirnoff - Teclados
- Andrea "Tower" Torricini - Bajo
- Matteo Amoroso - Batería

- Datos: Q6134497